# Marblehead (Ohio)
Marblehead es una villa ubicada en el condado de Ottawa en el estado estadounidense de Ohio. En el Censo de 2010 tenía una población de 903 habitantes y una densidad poblacional de 81,04 personas por km².

## Geografía
Marblehead se encuentra ubicada en las coordenadas 41°32′6″N 82°43′27″O / 41.53500, -82.72417. Según la Oficina del Censo de los Estados Unidos, Marblehead tiene una superficie total de 11.14 km², de la cual 8.56 km² corresponden a tierra firme y (23.18%) 2.58 km² es agua.

## Demografía
Según el censo de 2010, había 903 personas residiendo en Marblehead. La densidad de población era de 81,04 hab./km². De los 903 habitantes, Marblehead estaba compuesto por el 98.67% blancos, el 0.22% eran afroamericanos, el 0.11% eran amerindios, el 0.33% eran asiáticos, el 0% eran isleños del Pacífico, el 0.11% eran de otras razas y el 0.55% pertenecían a dos o más razas. Del total de la población el 1.66% eran hispanos o latinos de cualquier raza.